# Colobaspis costatipennis
Colobaspis costatipennis es una especie de coleóptero de la familia Megalopodidae.

## Distribución geográfica
Habita en Angola.